# فينانثرولين
الفينانثرولين هو مركب عضوي مركب حلقي غير متجانس له الصيغة C12H8N2، ويكون على شكل صلب بلوري أبيض اللون.

## التحضير
يحضّر الفينانثرولين من إجراء خطوتين متتاليتين من تفاعل سكراوب Skraup reaction للغليسرول مع مركب أورثو فينيلين ثنائي الأمين o-Phenylenediamine بوجود حفاز من حمض الكبريتيك، وبوجود عامل مؤكسد، والذي يمكن أن يكون محلولاً مائياً من حمض الزرنيخيك أو نترو البنزين.
إن بلمهة الغليسيرول تعطي الأكرولين والذي يتفاعل مع الزمر الأمينية متبوعاً بتفاعل تحلّق من أجل تحضير المركب.

## الخصائص
يتميز الفينانثرولين بتشكيله معقدات تناسقية قوية مع أغلب أيونات الفلزات، لذلك يستخدم كربيطة شائعة في كيمياء المعقدات.
يقوم مركب الفينانثرولين-10,1 بتثبيط إنزيم كربوكسي ببتيداز. تتم عملية التثبيط من خلال إزالة أيون الفلز والتمخلب معه، مما يعطل الدور الحفزي للإنزيم. يتعقد الفينانثرولين بشكل أساسي مع الزنك وأحياناً مع الكالسيوم.

## الاستخدامات
يستخدم الفينانثرولين بشكل واسع ككاشف في كيمياء المعقدات. على سبيل المثال، يشكل الفينانثرولين معقدات مع مركبات الليثيوم العضوية مثل ألكيل الليثيوم. بالتالي يمكن معايرة مركبات ألكيل الليثيوم بإضافة كميات صغيرة من الفينانثرولين (حوالي 1 مغ)، ثم بالمعايرة بالكحولات للوصل إلى نقطة التكافؤ. يمكن معايرة كواشف غرينيار بنفس الأسلوب.